# Marie Vincent
 (avril 2025).
 (mars 2024).
Marie Vincent, née le 15 mai 1955 à Marseille ou le 5 juillet 1961, à Versailles, est une actrice française, lauréate du Molière de la révélation théâtrale en 2004.
Elle est la voix française principale de Demi Moore depuis les années 1990 et Fran Drescher ainsi qu'une des voix d'Allison Janney.

## Biographie
Marie Vincent entre au Conservatoire de Paris, puis à l'École de la Rue Blanche, où elle est formée par Jacques Mauclair.
Après avoir joué Molière, Goldoni ou Marivaux à ses débuts sur scène, elle prend la direction du centre culturel de Garches, où elle fait venir, entre autres, Didier Bourdon et interprète L'Échange de Paul Claudel.
Puis, elle travaille sous la direction de Christian Le Guillochet, fondateur du Lucernaire, où elle reste six ans. Le metteur en scène, Nicolas Bataille, la dirige dans Autour du chat noir, qu’elle joue, pendant un mois, à La Fenice de Venise. Elle travaille avec Pierre Jolivet et à la fin des années 1990, avec Daniel Gélin qui la dirigea dans Les Petites Femmes de Maupassant. Elle donne la réplique à Francis Perrin et à Daniel Russo dans Espèces menacées, puis à Jacques Villeret dans Jeffrey Bernard est souffrant, sous la direction de Jean-Michel Ribes.
En 2004, elle est récompensée d’un Molière de la révélation théâtrale pour son rôle dans …Comme en 14 ! de Dany Laurent, mise en scène par Yves Pignot. Elle est nommée une seconde fois aux Molières, l’année suivante, dans la catégorie meilleur second rôle, pour son interprétation dans Le Malade imaginaire, mis en scène par Nicolas Briançon.
Elle joue la nourrice dans Roméo et Juliette, de William Shakespeare, sous la direction de Benoît Lavigne. Elle joue au théâtre Marigny La Tectonique des sentiments, pièce écrite et mise en scène par Éric-Emmanuel Schmitt. Elle était en mars et avril 2010 au théâtre 14, dans la pièce irlandaise Bed & Breakfast de Joe O’Byrne.
À la télévision, elle fait ses débuts dans le milieu des années 1990 où elle joue dans plusieurs séries et téléfilms. En 2002, Marie est aux côtés de Kad & Olivier dans la série de Canal + Making-of, réalisée par Éric Lartigau.
Elle incarne, ensuite, l'un des rôles principaux dans trois séries, Le Réveillon des bonnes (France 3), Vive les vacances (TF1) et Domisiladoré (France 2). Elle travaille sous la direction de Jean-Daniel Verhaeghe et de Denis Malleval, interprétant Maupassant, Simenon et Balzac. En 2007 et 2008, Gérard Jourd’hui lui offre deux rôles dans sa collection de Contes et nouvelles avec Le Rosier de Madame Husson et La Maison du chat-qui-pelote.
Au cinéma, elle joue dans Subway de Luc Besson. Puis dans La Dilettante de Pascal Thomas, dans Le Pacte du silence de Graham Guit, ou dans Espace détente de Bruno Solo.
Elle double Kirstie Alley, Demi Moore, Fran Drescher et Holly Hunter. Elle est la voix française d'un des personnages de 'La Liste de Schindler, ou encore de Courtney Love dans Larry Flynt.
Mais sa voix reste surtout connue comme celle de Fran Fine dans la série Une nounou d'enfer dont les expressions et le rire sont particulièrement marquants.
Elle a également prêté sa voix à l'un des personnages de l'attraction Pirates des Caraïbes de Disneyland Paris.

## Filmographie

### Cinéma

#### Longs métrages
- 1984 : Tetramicine de Jean-Pierre Godard
- 1985 : Subway de Luc Besson
- 1986 : Kamikaze de Didier Grousset
- 1998 : La Dilettante de Pascal Thomas
- 2002 : Le Pacte du silence de Graham Guit
- 2004 : Espace Détente de Bruno Solo : Ghislaine Lefebur
- 2004 : Dans tes rêves de Denis Thybaud
- 2007 : La Jeune Fille et les Loups de Gilles Legrand
- 2009 : La Horde de Yannick Dahan et Benjamin Rocher
- 2009 : L'amour, c'est mieux à deux de Dominique Farrugia et Arnaud Lemort : la mère de Michel
- 2012 : À l'aveugle de Xavier Palud : Rochambeau
- 2013 : Voyage sans retour de François Gérard
- 2014 : Jack et la Mécanique du cœur de Mathias Malzieu et Stéphane Berla : docteur Madeleine
- 2021 : Rumba la vie de Franck Dubosc

#### Courts métrages
- À l'abri des regards indiscrets d'Hugo Gélin et Ruben Alves
- Ne quittez pas de Sophie Shmitt
- VF de Christophe Delmas
- VO de Christophe Delmas
- Des hommes et des outils de Jean-Louis Allers
- Ramdam pour des arbres de William Leroux

### Télévision
- 1980 : Les Dossiers éclatés d'Alain Boudet
- 1981 : La Vie des autres - « L'autre femme » de Gérard Clément
- 1981 : Le Théâtre de la mer de Simone Vannier
- 1984 : Escalier B, porte 4 de Alain Franck
- 1990 : La Grande Embrouille de Claude Guillemot
- 1996 : Paroles d'enfants de Miguel Courtois
- 1997 : Les Bœuf-carottes - « Comme un malaise » de Pierre Lary
- 2000 : Docteur Sylvestre - « Substitution » de Didier Grousset
- 2000 : La Vocation d'Adrienne de Joël Santoni
- 2000 : Le Combat de Julia de Didier Bivel
- 2001 : Julie Lescaut - « Disparitions » de Alain Wermus : Cécile Devit
- 2002 : Avocats et Associés - « Bourreaux d'enfants » d'Alexandre Pidoux
- 2002 : Making of d'Éric Lartigau (série 6 × 25 min)
- 2003 : Claire Bellac - « Engrenage » de Denis Malleval
- 2003 : Domisiladoré de Olivier Doran (série 130 × 7 min) : Chantal Pichon
- 2003 : PJ de Gérard Vergez
- 2003 : Un petit garçon silencieux de Sarah Levy
- 2004 : Intrigues au Palais de Jean-Teddy Filippe
- 2004 : L'Insaisissable d'Élisabeth Rappeneau : madame Leonce
- 2004 : Madame le Proviseur - « L'intrus » de Philippe Berenger
- 2005 : Groupe flag de Michel Hassan
- 2006 : Au crépuscule du temps de Sarah Levy : Florence
- 2006 : Avocats et Associés - « Le coup de grâce » de Denis Malleval
- 2006 : L'Homme de sa vie de Laurence Katrian
- 2006 : Sur le chemin de Compostelle de Didier Grousset
- 2006 : Une femme d'honneur - « Erreur de jeunesse » de Michaël Perrotta : Gina Belsani
- 2007 : Le Réveillon des bonnes de Michel Hassan (série 8 × 52 min) : Mme Sevran-Chabot
- 2007 : Le Rosier de madame Husson de Denis Malleval
- 2007 : PJ - « Convoitise » de Claire de la Rochefoucauld : Clémentine Berty
- 2008 : Joséphine, ange gardien - « Police Blues » de Michel Hassan
- 2008 : La Maison du chat-qui-pelote de Jean-Daniel Verhaeghe
- 2008 : PJ - « Dérive » de Thierry Petit
- 2008 : Vive les vacances ! de Stéphane Kappes (série 8 × 52 min) : Odette
- 2009 : En cas de malheur de Jean-Daniel Verhaeghe : la bijoutière
- 2009 : Équipe médicale d'urgence d'Étienne Dhaene
- 2009 : George et Fanchette de Jean-Daniel Verhaeghe (2 × 90 min) : Marie
- 2010 : Le Repaire de la vouivre de Edwin Baily
- 2011 : Camping Paradis (saison 3, épisode 1) - « Ça décoiffe au camping » de François Guérin : Mme le Maire
- 2011 : Merlin de Stéphane Kappes
- 2011 : Assassinée de Thierry Binisti
- depuis 2012 : En Famille : Brigitte le Kervelec
- 2012 : On se quitte plus de Laurence Katrian
- 2013 : Camping Paradis (saison 4, épisode 3) - « Fashion-week au camping » de Eric Duret : Mme le Maire
- 2014 :  Candice Renoir (saison 2 épisode 6) - L'habit ne fait pas le moine de Stéphane Malhuret (scén. : Elsa Marpeau) : Mère Chantal
- 2015 - 2016 : Nina : de Nicolas Picard-Dreyfuss : Nadine (saisons 1 et 2)
- 2015 : Meurtres en Bourgogne de Jérôme Navarro : Carole Dupuy
- 2017 : Péril blanc d'Alain Berliner
- 2019 : Philharmonia de Louis Choquette : Anne Rivière
- 2019 : Candice Renoir : Nathalie Delpech
- 2020 : Apprendre à t’aimer de Stéphanie Pillonca : Mathilde

## Théâtre
- La Tectonique des sentiments d'Éric-Emmanuel Schmitt, mise en scène Éric-Emmanuel Schmitt, théâtre Marigny : Rodica
- Roméo et Juliette de William Shakespeare, mise en scène Benoît Lavigne, Théâtre 13, tournée
- Le Malade imaginaire de Molière, mise en scène Nicolas Briançon, Théâtre 14, tournée
- Espèces menacées de Ray Cooney, mise en scène Eric Cyvanian, avec Francis Perrin et Daniel Russo, Théâtre de la Michodière
- Les Petites Femmes de Maupassant, mise en scène Daniel Gélin, Tourtour, Marias, Tournées
- Lautrec sur la butte fantaisie montmartroise de Ornella Volta et Nicolas Bataille, mise en scène Nicolas Bataille, Théâtre de la Huchette
- Ouvrage de dames de J.C. Danaud, mise en scène Hubert Drac, Théâtre du Tourtour
- Rue du dessous des berges de Céline Monsarrat, mise en scène Agnès Boury, Festival d'Avignon
- Entre eux deux, mise en scène Luc Gentil, Festival d'Avignon
- Amie, Bettie, etc de A.Rosset, mise en scène Allan Rosset, Festival d'Avignon
- Autour du chat noir, mise en scène Nicolas Bataille, La Fenice de Venise
- À quelque chose hasard est bon de Victor Hugo, mise en scène Olivier Medicus, Festival du Marais
- Pas de citrouille pour Cendrillon, Théâtre sans frontières, tournée
- Roméo et Juliette (spectacle clown), Chapiteau de La Villette
- Le Château de sable de Hasson, mise en scène Guillaume Hasson, Théâtre du Rex
- 1929 ou le rêve américain, Théâtre Présent
- Le Grand Bilan de Pierre et Marc Jolivet, mise en scène Pierre Jolivet, Théâtre Présent
- En compagnie d'Apollinaire, mise en scène Henri Saigne, Théâtre du Lucernaire
- J'afabule, mise en scène Christian Le Guillochet, Théâtre du Lucernaire
- Pardon Monsieur Prévert, mise en scène Christian Le Guillochet, Théâtre du Lucernaire
- Mort d'un oiseau de proie, mise en scène Christian Le Guillochet, Théâtre du Lucernaire
- Le Pompier de mes rêves de L.Thierry, mise en scène Louis Thierry, Théâtre du Marais
- Le Pays des 360 000 volontés de André Maurois, mise en scène Yves Hirschfeld, Théâtre des Amandiers
- L'Échange de Claudel, mise en scène Serge Krakowski, Théâtre de Garches
- Les Femmes savantes de Molière, mise en scène Marcelle Tassencourt, Théâtre Fontaine
- Le Ménage de Caroline de Ghelderode, mise en scène Pierre Pradinas, Théâtre Montansier
- Le Triomphe de l'amour de Marivaux, mise en scène Roger Mollien, Théâtre 347
- Les Farces de Molière, mise en scène Marcelle Tassencourt, Théâtre Édouard VII
- Le Menteur de Goldoni, mise en scène Marcelle Tassencourt, Théâtre Mogador
- La locandiera de Goldoni, mise en scène Marcelle Tassencourt, Théâtre Montansier
- 2000 : Jeffrey Bernard est souffrant de Keith Waterhouse, mise en scène Jean-Michel Ribes, Théâtre Fontaine
- 2003 : ... Comme en 14 ! de Dany Laurent, mise en scène Yves Pignot, Pépinière Opéra, Théâtre Montparnasse, Théâtre 13
- 2010 : Bed and Breakfast de Joe O'Byrne, mise en scène Cerise Guy, Théâtre 14 Jean-Marie Serreau
- 2011 : Une autre vie de Brian Friel, mise en scène Benoît Lavigne, Théâtre La Bruyère
- 2017 : Piège mortel de Ira Levin, adaptation Gérald Sibleyras, mise en scène Éric Métayer, théâtre La Bruyère
- 2019 : Comme en 14 de Dany Laurent, mise en scène Yves Pignot, théâtre La Bruyère

## Doublage

### Cinéma

#### Films d'animation
- 1985[n 2] : Taram et le Chaudron magique : Goulue
- 1989 : Le Triomphe de Babar : Céleste adulte
- 1993 : David Copperfield : Tante Betsey
- 1997 : Anastasia : Camarade Tuberculoff
- 1998 : 1 001 Pattes : la princesse Atta
- 1999 : Toy Story 2 : les poupées Barbie
- 1999[n 3] : Mes voisins les Yamada : Matsuko
- 2000 : Chicken Run : Mac Bec (doublage télévisé/DVD)
- 2003 : Les Énigmes de l'Atlantide : Inger
- 2004 : La ferme se rebelle : Margaret dite « Maggie »
- 2006 : Nos voisins, les hommes : Penny le porc-épic
- 2007 : Tous à l'Ouest : Louise de Paname
- 2007 : Blanche-Neige, la suite : la bonne fée
- 2008 : Volt, star malgré lui : Mitaine
- 2011 : Émilie Jolie : l'autruche
- 2012 : Hôtel Transylvanie : Eunice[n 4]
- 2013 : La Reine des neiges : Gerda
- 2014 : Jack et la mécanique du cœur : Dr Madeleine
- 2017 : Cars 3 : Miss Fritter
- 2018 : Hôtel Transylvanie 3 : Des vacances monstrueuses : Eunice[n 4]
- 2024 : Moi, moche et méchant 4 : Melora[n 5]

### Télévision

#### Téléfilms
- Kirstie Alley dans :
  - Une fée bien allumée (1997) : Katherine Lewis
  - Trafic de bébés (2013) : Carla Huxley
- Fran Drescher dans :
  - Un Noël d'enfer (2020) : Kate Spencer
  - VC Andrews, la saga Cutler : Les secrets de l'aube (2023) : Agnes Morris
- 1988 : Jack l'Éventreur : Catherine Eddowes (Susan George)
- 1990 : Psychose 4 : Fran Ambrose, l'animatrice radio (CCH Pounder)
- 2023 : Erin, fuir ou mourir : Diane (Lisa Long)

#### Séries télévisées
- Fran Drescher dans (5 séries) :
  - Une nounou d'enfer (1993-1999) : Fran Fine (145 épisodes)
  - Good Morning, Miami (2003) : Roberta Diaz (saison 1)
  - Du côté de chez Fran (2005-2006) : Fran Reeves (26 épisodes)
  - New York, section criminelle (2006) : Elaine Dockerty (saison 6, épisode 8)
  - Entourage (2008) : Mme Levine (saison 5, épisode 3)

- Lauren Vélez dans (5 séries) :
  - Dexter (2006-2012) : le lieutenant Maria LaGuerta (84 épisodes)
  - Ugly Betty (2009-2010) : Elena (7 épisodes)
  - Unforgettable (2014) : Aisha Conway (saison 3, épisode 10)
  - Murder (2016-2017) : Soraya Hargrove (11 épisodes)
  - MacGyver (2017) : Cassandra Glover (saison 2)

- Pamela Adlon dans (4 séries) :
  - Lucky Louie (2006-2007) : Kim (13 épisodes)
  - Boston Justice (2007-2008) : Emma Path (4 épisodes)
  - Californication (2007-2014) : Marcy Runkle (80 épisodes)
  - Louie (2010-2015) : Pamela (14 épisodes)

- Demi Moore dans :
  - Will et Grace (2003) : Sissy Palmer-Ginsburg (saison 5, épisode 16)
  - Empire (2017-2018) : Claudia (7 épisodes)
  - Landman (2024) : Cami Miller

- Allison Janney dans :
  - Mom (2013-2021) : Bonnie Plunkett (170 épisodes)
  - Palm Royale (2024) : Evelyn (mini-série)

- Robyn Malcolm dans :
  - Dr Harrow (2018-2019) : Maxine Pavich (20 épisodes)
  - Les Survivants (2025) : Verity Elliot (mini-série)

- Linda Emond dans :
  - Only Murders in the Building (2023) : Donna DeMeo (saison 3)
  - Meurtres et Autres Complications (2024) : l'agent Hilde Eriksen (10 épisodes)

- 1985-1986 : Superminds : Gloria Dinallo (Courteney Cox)
- 1985-1986 : Falcon Crest : Melissa Agretti / Cumson / Gioberti (Ana Alicia) (2e voix)
- 1988-1995 : La Maison en folie : Carol Weston (Dinah Manoff)
- 2001 : Ally McBeal : Inez Cortez (Constance Marie)
- 2003 : Boston Public : Patricia Emerson (Anne Archer)
- 2005 / 2008 : Desperate Housewives : Nina Fletcher (Joely Fisher) et Lynette Scavo (Felicity Huffman) (épisodes 1 et 2 de la saison 5)
- 2007 : 24 Heures chrono : Sandra Palmer (Regina King)
- 2007-2008 : Jimmy délire : Dolly Gopher (Ellen Greene)
- 2011-2014 : Being Human : Alannah Myers (Ellen David)
- 2012 : Modern Family : Mitzy Ross (Ellen Barkin)
- 2013 : Top of the Lake : Bunny (Genevieve Lemon)
- 2016 : Fear the Walking Dead : Celia Flores (Marlene Forte) (saison 2)
- 2016-2018 : Reine du Sud : Camila Vargas (Veronica Falcón) (39 épisodes)
- 2018 : Snowfall : Gabriella Elias (Alanna Ubach) (saison 2)
- 2019 : Succession : Rhea Jarrell (Holly Hunter) (saison 2)
- 2020 : Tommy (en) : la chef Abigail « Tommy » Thomas (Edie Falco) (12 épisodes)
- 2020 : Ratched : l'infirmière Betsy Bucket (Judy Davis)
- 2022 : Machos alfa : ? (?)
- 2022 : La Nuit où Laurier Gaudreault s'est réveillé : Monique Gaudreault (Guylaine Tremblay) (mini-série)
- 2023 : Berlin Bad Trip (de) : ? (?) (mini-série)

#### Séries d'animation
- 1986-1988[n 6] : Juliette, je t'aime : Mme Léontine
- 1990-1992 : Sharky et Georges : voix additionnelles
- 1991 : Les Aventures de Tintin : Bianca Castafiore (création de voix)
- 1994-1995 : Gargoyles, les anges de la nuit : Démona (1re voix)
- 1994-1995 : Aladdin : Éden
- 1995 : Les Sales Blagues de l'Écho : voix diverses (création de voix)
- 1997 : Daria : Romanika de Gregory (saison 1, épisode 6)
- 1997-1998 : Dragon Flyz : Nocturna (création de voix)
- 1999 : Inspecteur Mouse : voix additionnelles
- 1999 : Rayman : voix additionnelles (création de voix)
- 2001 : Les Nouvelles Aventures de Lucky Luke : Dolores, Grande Ourse à Poil ras et Priscilla (création de voix)
- 2003 : Corneil et Bernie : Beth, Julie et la cousine Jennie (création de voix - 1res voix, saison 1)
- 2005 : Friday Wear : Viviane et Monika (création de voix)
- 2006 : Avez-vous déjà vu ..? : voix diverses (création de voix)
- 2008 : Eliot Kid : voix additionnelles (création de voix)
- 2016 : Animals (en) : voix additionnelles

### Fiction audio
- 2003 : En voiture avec le Roi des papas : La psy, la maman désagréable dans Les Claques et la pub de la montre excuses

### Jeux vidéo
- 1995 : Full Throttle : Maureen
- 1995 : Star Wars: Dark Forces : Jan Ors / Mon Mothma
- 1995 : Pouce-Pouce sauve le zoo : voix féminines
- 1996 : Leisure Suit Larry VII : Drague en haute mer : Victorienne Principe, Félicie Roploplette et Ma Pilon
- 1997 : Star Wars: Jedi Knight: Dark Forces II - Mysteries of the Sith : voix additionnelles
- 1998 : Grim Fandango : Carla (Garde de sécurité)
- 1998 : En Quête de Maths avec Aladdin : la marchande de mosaïques
- 1999 : Barbie : Aventure équestre : Barbie
- 2000 : Le Magicien d'Oz : Glinda, la méchante sorcière, la mineuse et voix additionnelles
- 2000 : Barbie sauve les animaux : Barbie
- 2001 : Star Wars: Galactic Battlegrounds : Princesse Leia
- 2001 : Star Wars: Obi-Wan : Depa Billaba / TC-14
- 2002 : Neverwinter Nights : Lady Aribeth
- 2002 : Syberia : la mère de Kate Walker
- 2005 : Star Wars: Knights of the Old Republic 2 - The Sith Lords : Terena Adare, administratrice de Khoonda sur la planète Dantooine
- 2016 : Overwatch : Ana Amari (1re voix)[n 7]
- 2020 : World of Warcraft : Shadowlands : Ve'nari

## Distinctions
- Molières 2004 : Molière de la révélation théâtrale pour ...Comme en 14 !
- Molières 2006 : nomination au Molière de la comédienne dans un second rôle pour Le Malade imaginaire